# Міністерство національної безпеки Ізраїлю
Міністерство державної безпеки Ізраїлю (івр. המשרד לביטחון לאומי, Місрад га-бітахон леумі) — урядова установа виконавчої влади Ізраїля, що займається питаннями державної безпеки.

## Історія
Міністерство внутрішньої безпеки Ізраїлю було створено у травні 1948 року та називалося Міністерство поліції. Першим міністром був колишній поліцейський Бехор-Шалом Шитріт, який виконував свої обов'язки з 1948 по 1967 рік, що стало своєрідним рекордом у політичному житті Ізраїлю. 1995 року Міністерство поліції було перейменовано і мало назву — Міністерство внутрішньої безпеки Ізраїлю. У грудні 2022 року назву відомства було змінено на Міністерство національної безпеки. Новим міністром був призначений Ітамар Бен-Ґвір із політичної партії «Оцма єгудіт».